# Trichaulax (kever)
Trichaulax is een geslacht van kevers uit de familie bladsprietkevers (Scarabaeidae). Het geslacht werd voor het eerst wetenschappelijk beschreven in 1880 door Kraatz.

## Soorten
- Trichaulax arfakensis Jakl, 2010
- Trichaulax concinna (Janson, 1873)
- Trichaulax kirbyi (Thomson, 1878)
- Trichaulax macleayi Kraatz, 1894
- Trichaulax marginipennis (MacLeay, 1863)
- Trichaulax nortoni (Butler, 1865)
- Trichaulax philipsii (Schreibers, 1802)
- Trichaulax sericea Janson, 1905